# Літо 1943 року
«Літо 1943 року» — радянський художній фільм 1967 року режисера Маргарити Касимової, за мотивами автобіографічної повісті Пулода Толіса «Літо».

## Сюжет
Літо 1943 року. Таджикистан. Лінія фронту дуже далеко, але війна позначається і тут — сюди прибувають ешелони евакуйованих і поранених, а на фронт ідуть ешелони новобранців. Тилове життя теж важке, самовіддана праця жінок і дітей на потреби фронту, при потребі в усьому, в елементарних для мирного життя речах, убогість і дорожнеча продуктів на ринках. Батько Хасана пішов на фронт, і 13-річний хлопчик потрапляє в будинок до дядька Абдулатіфа — торговця на місцевому ринку. Хасан допомагає дядькові, і йому подобається їздити закуповувати огірки, виноград. Тут на ринку дядько викладає племіннику урок «справжнього практичного життя» — купує за дешевою ціною огірки, щоб завтра продати їх набагато дорожче. Хасан згодом втягується в дядькові справи, починає розуміти толк в ринкових операціях, і навіть сам пропонує дядькові нові спекулятивні махінації. Поступово Хасан усвідомлює, що «дуже вигідно» торгуючи на ринку, вони з дядьком обманюють матерів і дружин фронтовиків, інвалідів… Ринкова філософія дядька стає в протиріччя з моральними установками хлопчика, з отриманим від батька вихованням, і одного разу муки совісті долають Хасана, коли він за спекулятивною ціною продає мило фронтовикові без руки…

## У ролях
- Міравзал Міршакаров — Хасан
- Алім Рахімов — Карім
- Нозукмо Шомансурова — мати
- Махмуд Тахірі — дядько Абдулатіф
- Олег Тулаєв — Касим, друг Хасана
- Хабібулло Абдуразаков — начальник міліції

## Знімальна група
- Режисер — Маргарита Касимова
- Сценарист — Олександр Тимофєєвський
- Оператор — Борис Середін
- Композитори — Олександр Зацепін, Євген Крилатов
- Художник — Рубен Мурадян